# Meina Irwen
Meina Irwen, artiestennaam van Meina Catharina Simon (Teteringen, 5 augustus 1878 - Amsterdam, 17 oktober 1941) was een Nederlandse zangeres, danseres, actrice en revueartieste.

## Levensloop
Irwen was de dochter van Jan Meinard Simon (1842-1921) en Henriette Jacoba Blussé (1857-1928). Haar vader was beroepsmilitair, als docent en cavalerist was hij verbonden aan de Koninklijke Militaire Academie in Breda. Aan haar moederskant was Irwen verwant aan de uitgeversfamilie Blussé uit Dordrecht. Irwen was de oudste in een gezin met vijf kinderen.
Tussen 1884 en 1895 woonde het gezin in Haarlem. Irwen kreeg pianoles bleek muzikale aanleg te hebben. Verwacht werd dat ze mogelijk concertpianiste zou kunnen worden. Vanaf 1886 raakte het gezin in financiële moeilijkheden. Haar vader moest vanwege zijn gezondheidstoestand het leger verlaten en richtte zich op investeringen in nieuwe uitvindingen die hij deed met het geld van zijn schoonvader. De investeringen waren echter geen groot succes. In 1884 vertrok Irwen naar een kostschool in Reuil-Malmaison nabij Parijs. In 1885 keerde de rest van het gezin terug naar Teteringen waar ze intrek namen op landgoed Laanzicht.
Na de kostschool bezocht te hebben verhuisde Irwen naar Amsterdam. Hier volgde ze, tegen de wens van haar ouders in, de een opleiding aan de toneelschool. Na deze opleiding te hebben afgerond vertrok ze opnieuw naar Frankrijk en vestigde zich in Parijs waar ze een zangopleiding volgde.
Rond 1900 verbleef Louis Pellissier de Féligonde (1875-1914) op landgoed Laanzicht. De in Brussel geboren Pellissier de Féligonde was afkomstig uit een adellijke Franse familie en studeerde aan de Koninklijke Militaire Academie van Breda. Voor Irwen was Pellissier de Féligonde de liefde van haar leven, maar omdat Irwen afkomstig was uit een protestants gezin en Pellissier de Féligonde katholiek was, werd een huwelijk hen door de moeder van Pellissier de Féligonde verboden. Pellissier de Féligonde was kapitein van het 89ste regiment infanterie en sneuvelde tijdens de Eerste Wereldoorlog.
Enkele jaren na haar relatie met Pellissier de Féligonde ontmoette Irwen Thomas Fuller Potter. Fuller Potter was een in Parijs geboren Amerikaan. Vanwege haar eerdere teleurstelling in de liefde had ze besloten zich niet meer aan een man te hechten. Samen met Fuller Potter kreeg ze op 30 september 1905 in Parijs een dochter die Irwen bewust als ongehuwde vrouw opvoedde.
In 1908 maakte Irwen haar debuut op toneel in het stuk Paraselsus. Ze had de artiestennaam 'Meina Irwen' aangenomen en trad op met toneelgezelschap De Hagespelers uit Amsterdam dat geleid werd door Eduard Verkade. Met De Hagespelers voerde ze meerdere stukken op, waaronder Een ideale echtgenoot in 1909 dat geschreven werd door Oscar Wilde.  
Irwen viel op met haar sopraanstem en was de enige Nederlandse revuedanseres die de apachendans kon uitvoeren. Ze voerde deze in 1909 uit samen met acteur Louis de Bree. Naast haar werk met diverse toneelgezelschappen voerde ze voorstellingen op waarvoor ze zelf de choreografie bedacht.
In 1912 vertrok Irwen naar Londen. In Londen verscheen ze onder meer met Louis Bouwmeester op het toneel van het London Coliseum waar zij diverse mimedrama's vertoonden. Irwen maakte van haar tijd in Londen gebruik om nieuwe dansen zoals de Argentijnse tango en de Braziliaanse maxixe te leren. Daarnaast leerde ze ook nieuwe moderne dansen zoals de Valse triste van Jean Sibelius, Danse du Poignard en Anitra’s dans van Edvard Grieg aan.
In 1914 keerde Irwen terug naar Amsterdam. In 1916 vertolkte ze haar eerste filmrol. Ze speelde de rol van Marie in de film Diamant naast Louis Bouwmeester en Esther de Boer-van Rijk. Datzelfde jaar kreeg ze een rol in de film Een danstragedie samen met Adelqui Migliar. Net als de film Diamant werd Een danstragedie geschreven door Johan Gildemeijer. Gildemeijer schreef de hoofdrol in Een danstragedie specifiek voor Irwen. Enkele jaren later, in 1918, schreef Gildemeijer opnieuw een hoofdrol voor Irwen, dit maal voor de film Vadertje.
In oktober 1916 vertrok Irwen samen met cameraman Ellis Allen Lloyd en haar dochter naar New York. Ze had Lloyd leren kennen tijdens filmopnames. Een maand na hun vertrek trouwden ze in New York. Kort na hun huwelijk ging het stel uit elkaar. In de Verenigde Staten werd Irwen onderdeel van een Nederlandse kolonie en zette ze haar carrière voort. In 1921 overleed Irwens vader en verhuisde ze naar Cannes. Na het huwelijk van haar dochter in de jaren '30 verhuisde ze naar Den Haag. In januari 1940 verhuisde ze naar Amsterdam. Irwen overleed in Amsterdam op 17 oktober 1941. Ze werd begraven op de Nieuwe Oosterbegraafplaats.

## Portret
In 1916 werd Irwen geportretteerd door kunstschilder Jan Sluijters.

## Filmografie
- Diamant (1916) - Marie
- Een danstragedie (1916) - Mario's vrouw
- Haar schaakzet (1918)
- Vadertje (1918) - dochter[8]

## Theater
- Paraselsus (1908) met toneelgroep De Hagespelers
- Een ideale echtgenoot (1909) met toneelgroep De Hagespelers
- Huislijke haard (1909) met toneelgroep De Hagespelers
- 't Groene Eiland (1909) met toneelgroep Gezelschap Prot en Zn.
- Haar jongen (1909) met toneelgroep Gezelschap Prot en Zn.
- Vooruit Den Haag of "Mag ik even" (1910) met toneelgroep Speenhoff's Klein Tooneel
- 'T laatste nieuws! (1910) met toneelgroep Flora Gezelschap
- 3x Drukken voor de lift (1915) met toneelgroep De 1915-1916 Kluchtspelers
- Programma (z.t.) (1915)[2]

- Biografisch Portaal: 52333718